# Genex Tower
Genex Tower (srbsky Генекс), oficiálně "Západní brána Bělehradu" (srbsky Западна капија Београда) je soubor dvou mrakodrapů v srbské metropoli Bělehradu, ve čtvrti Novi Beograd (bloku 33). Jedná se o nápadný a brutalistní symbol srbské metropole a jeden ze symbolů tohoto architekonického stylu v zemi.

## Poloha

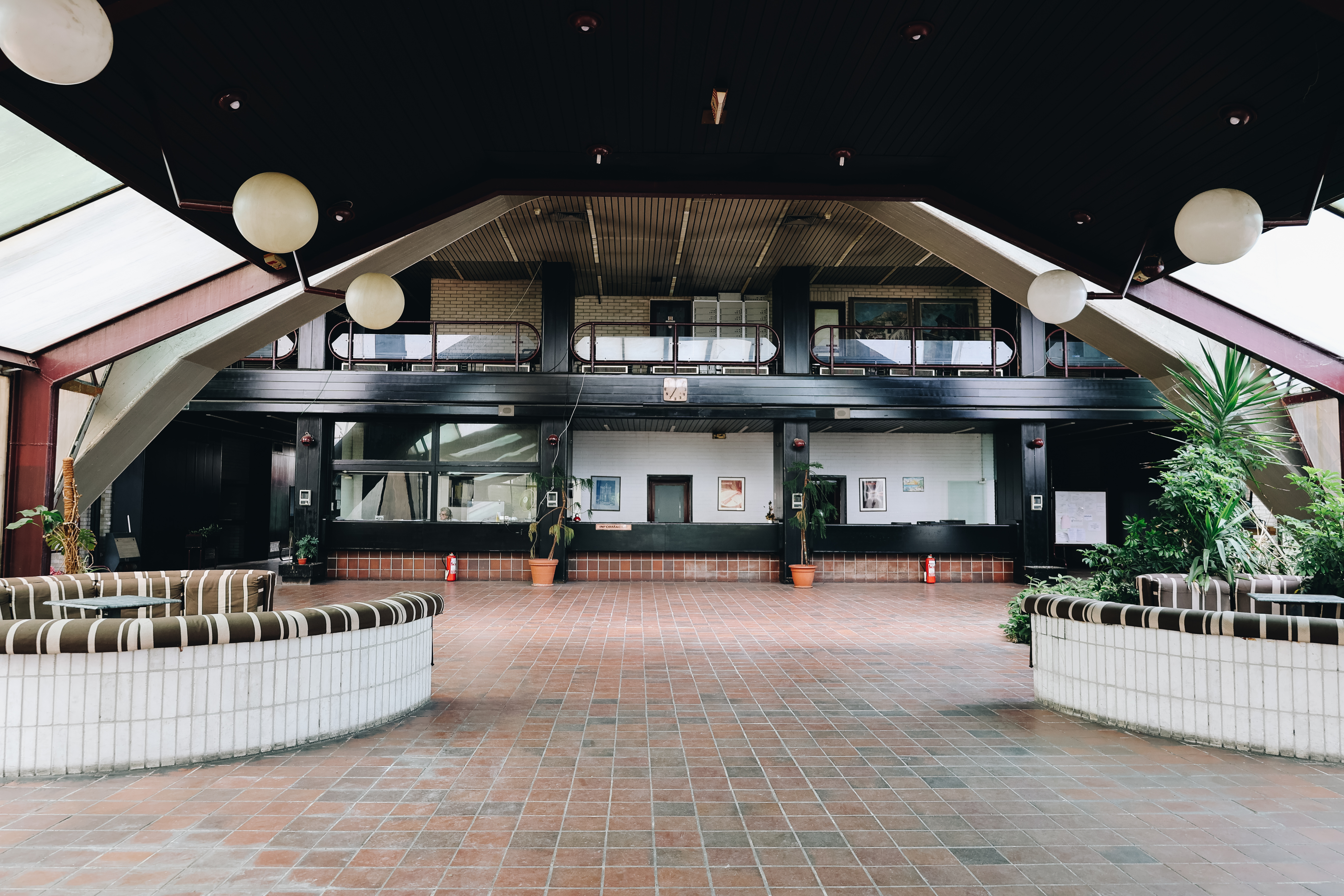
Vstupní prostor.

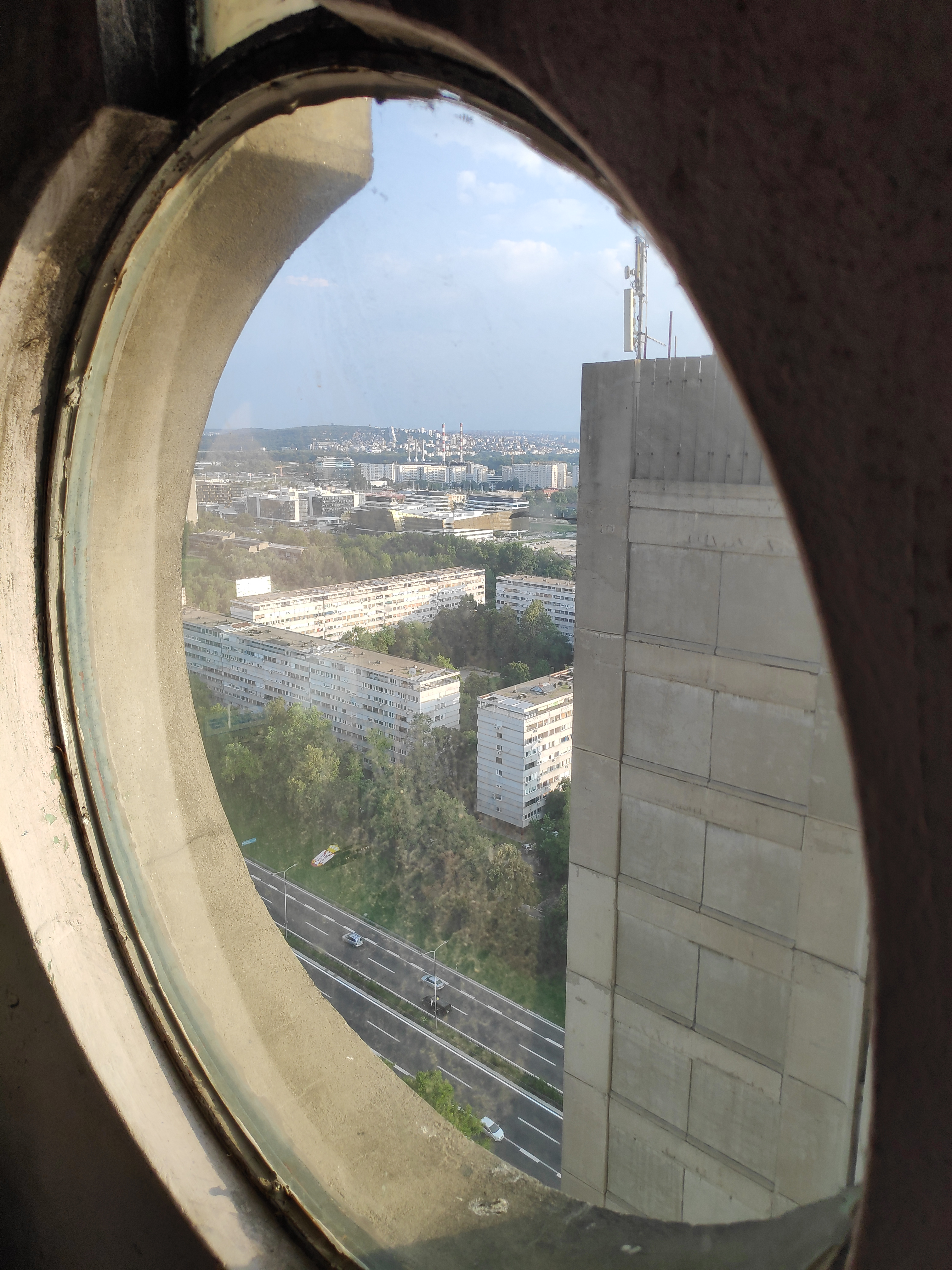
Pohled z kruhového okna.

Přesněji je umístěna na třídě Narodnih Heroja, poblíž hlavní dálnice, spojující Bělehrad se Záhřebem. Tvoří jej dvě věže, z nichž ta vyšší dosahuje 117 metrů.

## Konstrukce
Objekt tvoří dvě betonové věže obdélníkového půdorysu spojené mostní konstrukci; na nejvyšším poschodí se potom nachází restaurace. Jedna z věží má výšku 26 pater a druhá 33 pater. Svůj název Západní brána Bělehradu získala budova především tím, že je prvním významnějším a nepřehlédnutelným objektem, který návštěvníci města mohou při příjezdu od západu (či od Letiště Nikoly Tesly) spatřit. Východní z věží dříve sloužila firmě Generalexport, zkrácené jako Genex (podle které získala široce rozšířený název), západní věž tvoří bytové jednotky. Unikátnost stavby je definována také tím, že každá z věží má svoji konstrukci svedenu v přízemí na dva hlavní, masivní sloupy. Schodiště a výtahy jsou umístěny v bočních šachtách kruhového půdorysu. Konstrukce budovy byla realizována přímo z betonu, bez železných podpůrných prvků.
Východní věž měla před vchodem vybudovanou rozsáhlou prosklenou vstupní halu. Před oběma dvojčaty se nachází rozsáhlá pěší zóna s náměstím.
Na vrcholu budovy se nachází televizní vysílače, které spolu s věží na vrchu Avala zajišťují pokrytí Bělehradu televizním a rádiovým signálem.
K budově také přiléhají garáže s kapacitou 58 míst. Kromě toho jsou pod budovou umístěné i protiatomové bunkry.

## Historie

### Výstavba
Známou brutalistickou dominantu Nového Bělehradu, která byla dokončena v roce 1980, vyprojektoval o tři roky dříve architekt Mihajlo Mitrović. Patří k známým ukázkám tohoto stylu na území bývalé Jugoslávie. Budova má unikátní konstrukci a skelet, který navrhl inženýr Milan Krstić.
Pro potřeby společnosti měly vzniknout původně mnohem nižší, dvanáctipatrové věže. Realizovány by byly v místní části Sutjeska. Mitrović nicméně prosadil mnohem větší stavbu, umístěnou na západní okraj sídliště Nového Bělehradu. Přemlouvání odpovědných míst bělehradského magistrátu a stavebního úřadu mu trvalo celou řadu let, nakonec však město souhlasilo s výstavbou.
Mitrović byl při návrhu obou staveb značně inspirován svojí dřívější návštěvou indického města Čandígarh, kde již byly realizovány některé brutalistické stavby věhlasných architektů (jakými byl např. i Le Corbusier). Odtud pochází nejen myšlenka fasády z holého betonu, ale i některé méně typické architektonické prvky, jakou jsou např. oblouky v přízemí nebo kruhová okna. Nápadnou částí budovy jsou také dvě servisní šachty s půlkruhovým půdorysem, které vystupují z boku obou věží. Typické jsou betonové prvky v podobě hranolů.
Stavební práce prováděla společnost Rad.
V zadání měl Mitrović úkol navrhnout nejvyšší stavbu pro srbskou metropoli Bělehrad i tehdejší socialistickou Jugoslávii.
Genex Tower byla první "chytrá" budova v srbské metropoli. Přestože byla vystavěna v druhé polovině 70. let, již tehdy měla své počítačové centrum, které regulovalo topení, provoz výtahů, chlazení aj. Měla vlastní, pro budovu vytvořený, hasicí systém. Výtahy byly dovezeny z Rakouska a nikdy se nedočkaly generální opravy. V roce 2024 je mají nahradit nové z Čínské lidové republiky.
Na vrcholu jedné z věží (35. patro, ve výšce 97 m) byla vybudována vyhlídková restaurace, která sloužila veřejnosti až do roku 1996, kdy byla uzavřena (a nikdy později již nebyla zprovozněna). Byla jediná svého druhu v srbské metropoli, která mohla nabídnout výhled na historické centrum města. Dohled z věže byl až k elektrárně Nikola Tesla, která se nachází nedaleko města Obrenovac, několik desítek kilometrů západně od Bělehradu. Restaurace měla být původně otočná, nicméně společnost Genex, která patřila ve své době k ekonomicky silným subjektům jugoslávského hospodářství[zdroj?] sama neměla dostatek prostředků na pořízení motoru pro otáčení celé horní části. Navržen byl podle obdobné budovy v Mnichově. Nebyl tak nikdy nainstalován systém pro otáčení restaurace okolo své osy.
Obyvatelé se sem stěhovali v roce 1979. Jako poslední byly dokončeny okolní prostory, chodníky a náměstí před budovou. Na náměstí se nacházel prostor připomínající amfiteátr a byl obložen nápadnými oranžovými dlaždicemi.
Po svém dokončení byla budova představena ve francouzskojazyčném časopise L’architecture contemporaine (současná architektura), v jugoslávské společnosti ale vyvolala celou řadu diskuzí, zdali je pro město přijatelná, či nikoliv.
V nejvyšší části budovy byly umístěny také vysílače a šířil se zde signál po roce 1990 i několika soukromých televizních stanic.
Po svém dokončení se řešení objektu pro rezidenční bydlení ukázalo být nepříliš šťastné. Výtahy byly poddimenzované pro tak vysokou stavbu a poruchové. Odpadové šachty se ucpávaly, dům také trpí špatnou tepelnou izolací i izolací zvukovou.

### Památkový status
Vzhledem k tomu, že v druhé dekádě 21. století nebyl prodej stavby realizován a technický stav původně komerční věže se začal značným způsobem zhoršovat, předložila Asociace architektů Srbska v roce 2019 návrh, aby byla stavba evidována jako kulturní památka. Tím získala dočasnou památkovou ochranu, o které bylo rozhodnuto dne 3. listopadu 2021, kdy se stavba stala kulturní památkou. Komise, která zařazení stavby mezi památky posuzovala, ocenila především unikátnost a jednoduchost konstrukce.
Památková ochrana byla v srbské metropoli přijata se smíšenými pocity; někteří ji vnímají jako nezbytnou pro uchování známé stavby, jiní se domnívali, že budova nemá dostatečnou hodnotu na to, aby zasloužila stejný rámec ochrany jako jiné, honosnější budovy ve městě.

### Privatizace
Společnost Generalexport, která byla původním vlastníkem stavby, zkrachovala roku 2015. Správce konkurzní podstaty (ASLU) se pokusil budovu prodat. První aukce se uskutečnila dne 23. května 2022 za cenu 17 milionů eur, nicméně nikdo se nepřihlásil. V červenci 2022 byla nabídnuta znovu, tentokrát za cenu 1,46 miliardy dinárů (12,4 milionu EUR), což představovalo 35 % odhadní hodnoty (ta činila 35,5 milionů eur).
Skutečnost, že budova měla vlastníka v likvidaci, znamenal, že majitelé bytů nemohli žádným způsobem investovat nebo ovlivňovat provoz chátrající dvojice mrakodrapů. Peníze na provoz vybírali mimo jiné z reklamních plakátů umístěných na části objektu.
Třetí pokus o prodej objektu se uskutečnil na konci roku 2022. Cena byla opět snížena jen na sedm milionů eur. Obyvatelé bytů začali proti prodeji protestovat. Navrhli několik nápadů, jak by mohl být komplex využit, mimo jiné jako soud, případně jako kulturní objekt (Teslův dům apod.). Pět pater by mělo obsadit Muzeum Nikoly Tesly, které by se přestěhovalo z Krunské (Korunní) ulice. Dále byly navrženy různé knihovny, koncertní sály, galerie a další prostory. Obnoveno mělo být i náměstí okolo budovy, které dlouhodobě chátrá. To mělo být doplněno o zahradu, park, venkovní posilovnu, nové fontány a amfiteátr.
Osud budovy se stal jedním z tématem bělehradské politiky. Koalice Zajedno vyzvala bělehradský magistrát aby budovu odkoupil a přeměnil na vysokoškolský kampus. Správcem se měla stát Univerzita v Bělehradu. Předložen byl i návrh zde umístit různé laboratoře, muzeum Mihajla Pupina apod. Na protest proti prodeji budovy vyhlásili místní blokádu mostu Gazela (nejfrekventovanějšího mostu v Bělehradu).
Dne 12. ledna 2023 byly opraveny a zprovozněny velké hodiny, které jsou umístěny v prostranství mezi oběma věžemi.
Dne 6. února 2023 nakonec jednu z věží koupil srbský podnikatel Aleksandar Kajmaković, známý pod přezdívkou Aca Bosanac. Dražba, ve které uspěl, byla provázena protesty opozičních politických stran, a to i v podobě, kdy se pokoušeli někteří členové stran přerušit událost. Vlastníkem se stala jeho společnost Eureka bar.
Ani rok po změně vlastníka ale nebyla zahájena rozsáhlá rekonstrukce objektu, neobjevily se zde žádná označení, že se takové práce chystají nebo jsou v přípravě. Do budovy nebyly od roku 2000 a její obnovy vydány žádné prostředky.

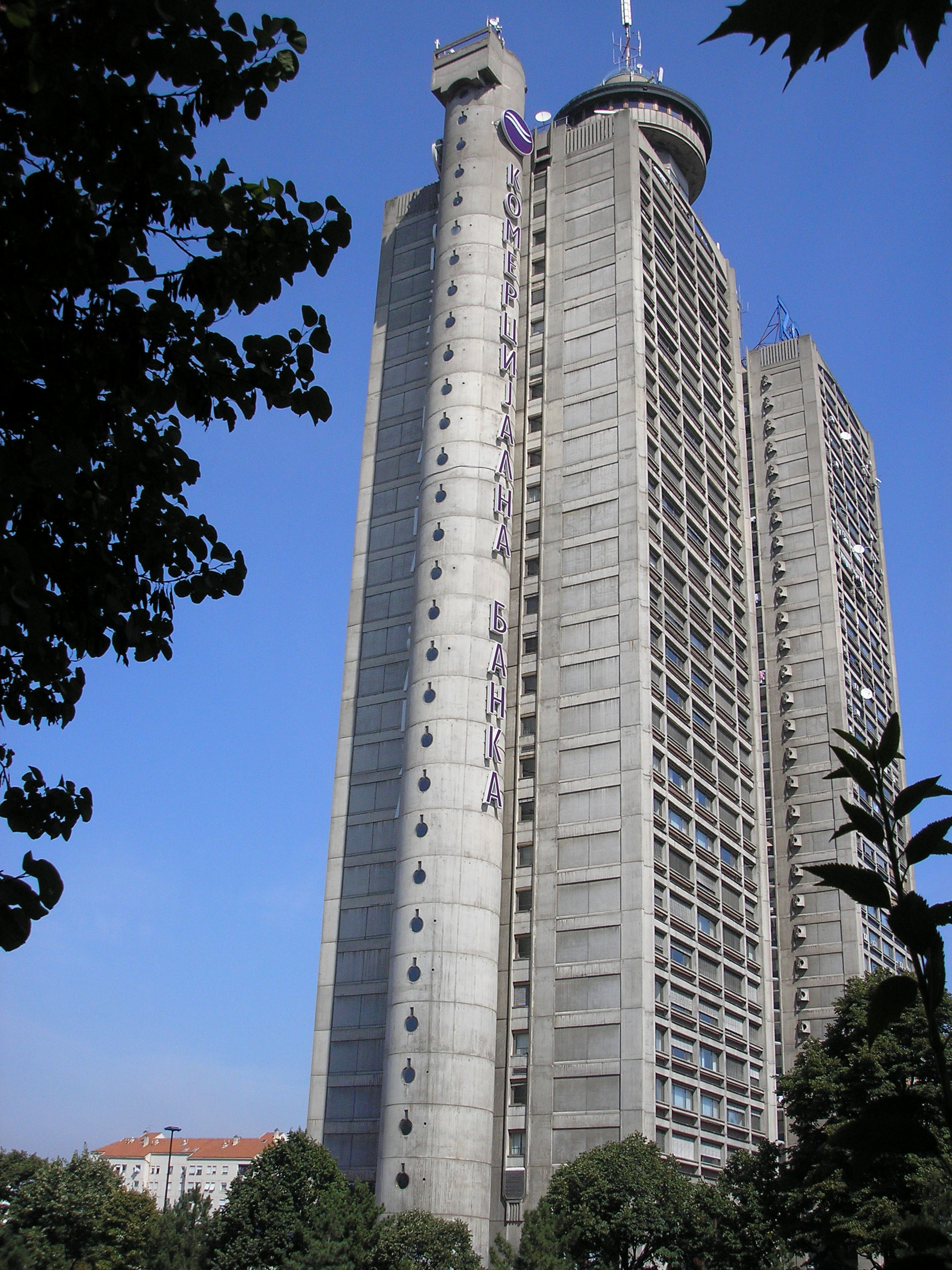
Boční pohled na budovu
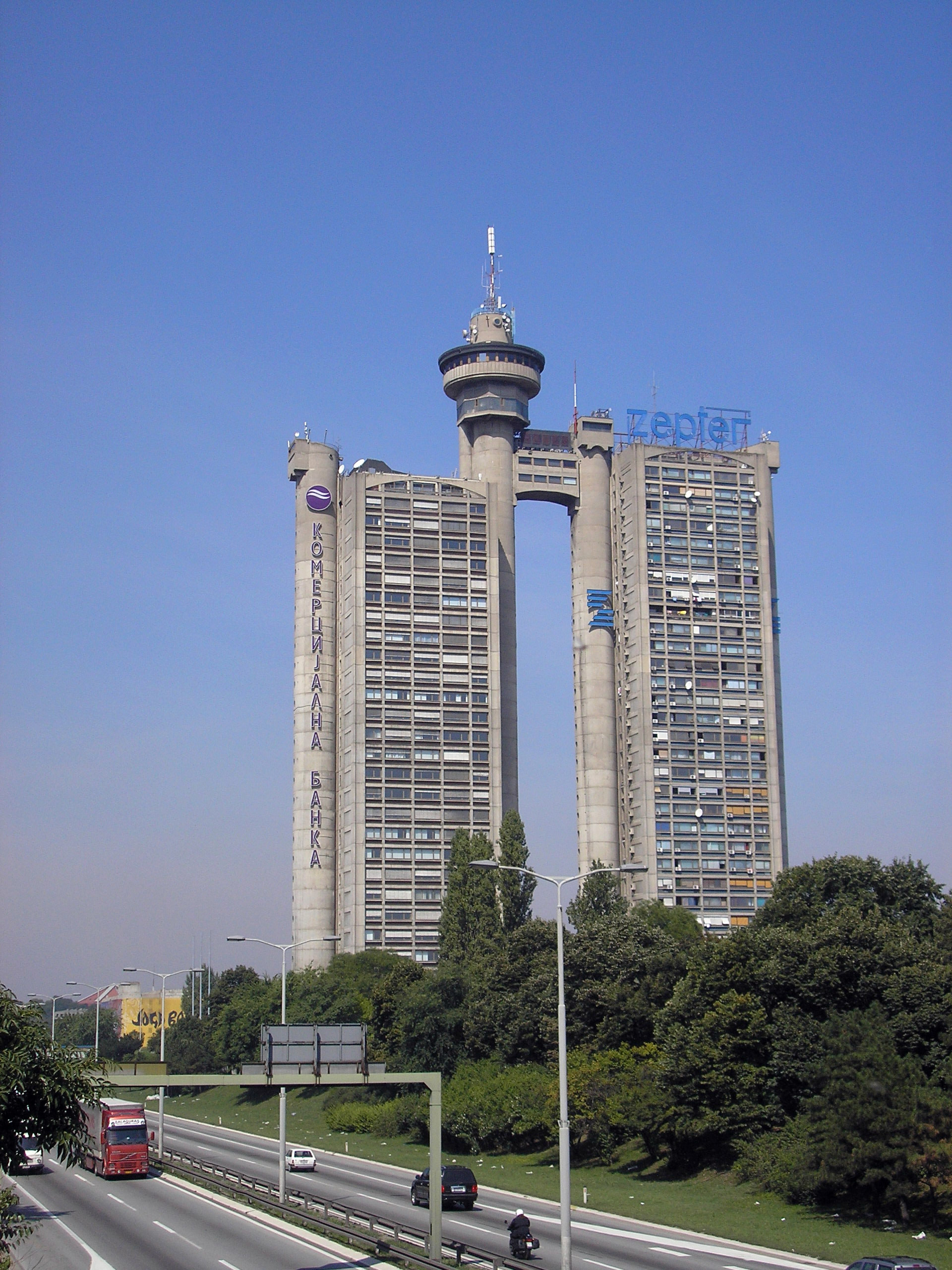
Pohled od dálnice Bratrství a jednoty
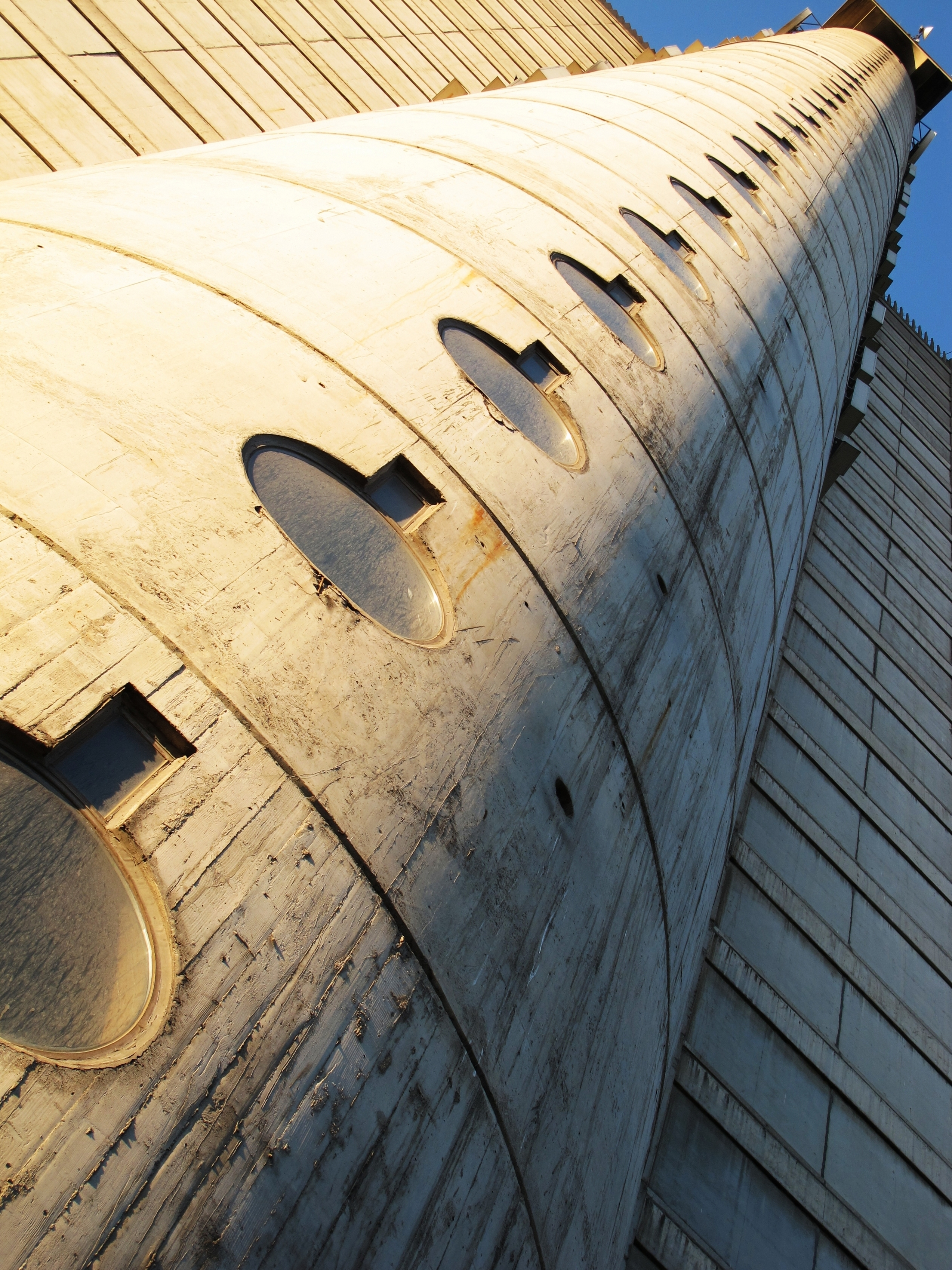
Výtahová/schodišťová šachta budovy
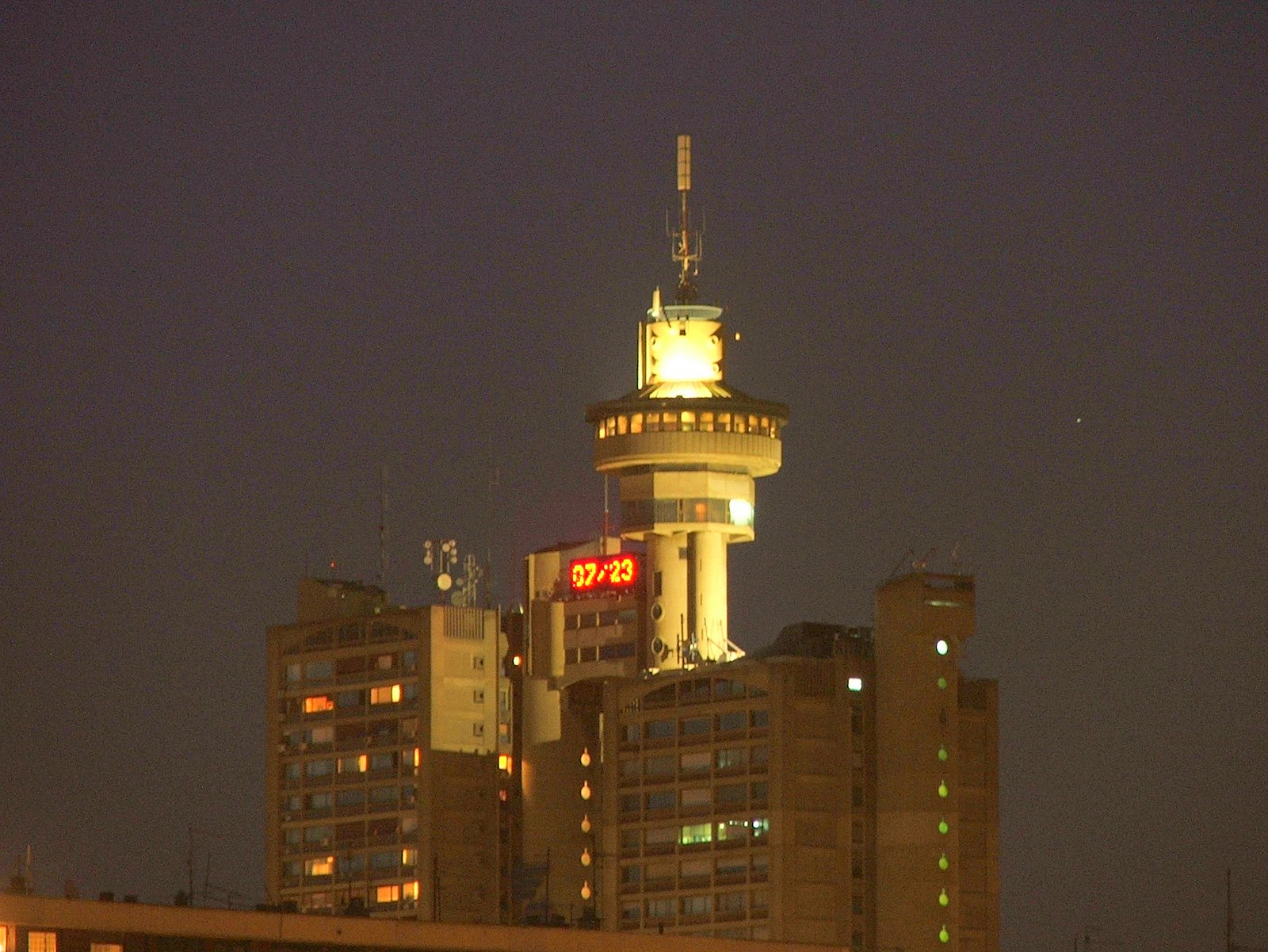
Nasvícená restaurace na vrcholku stavby
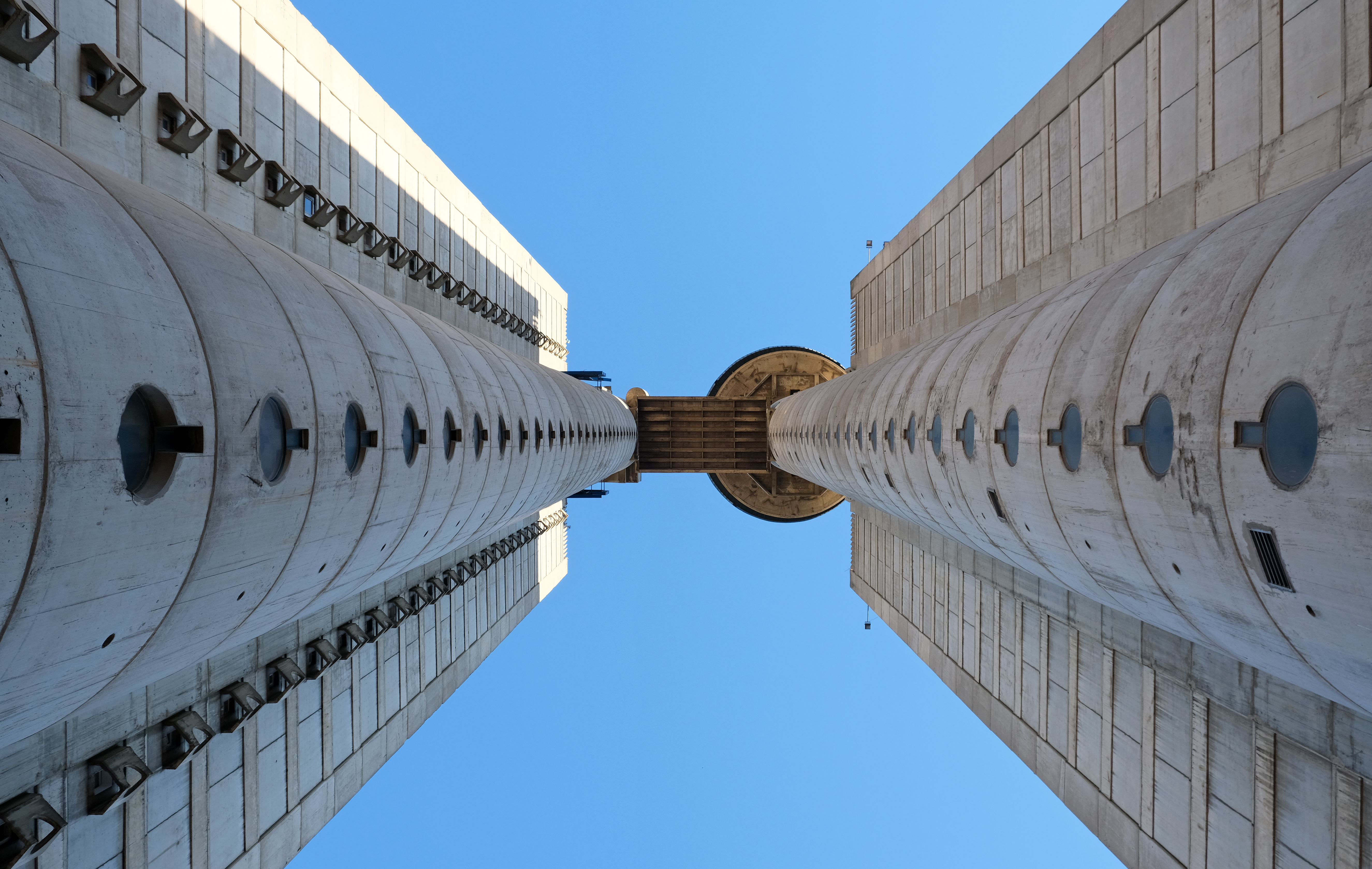
Prostor mezi oběma věžemi
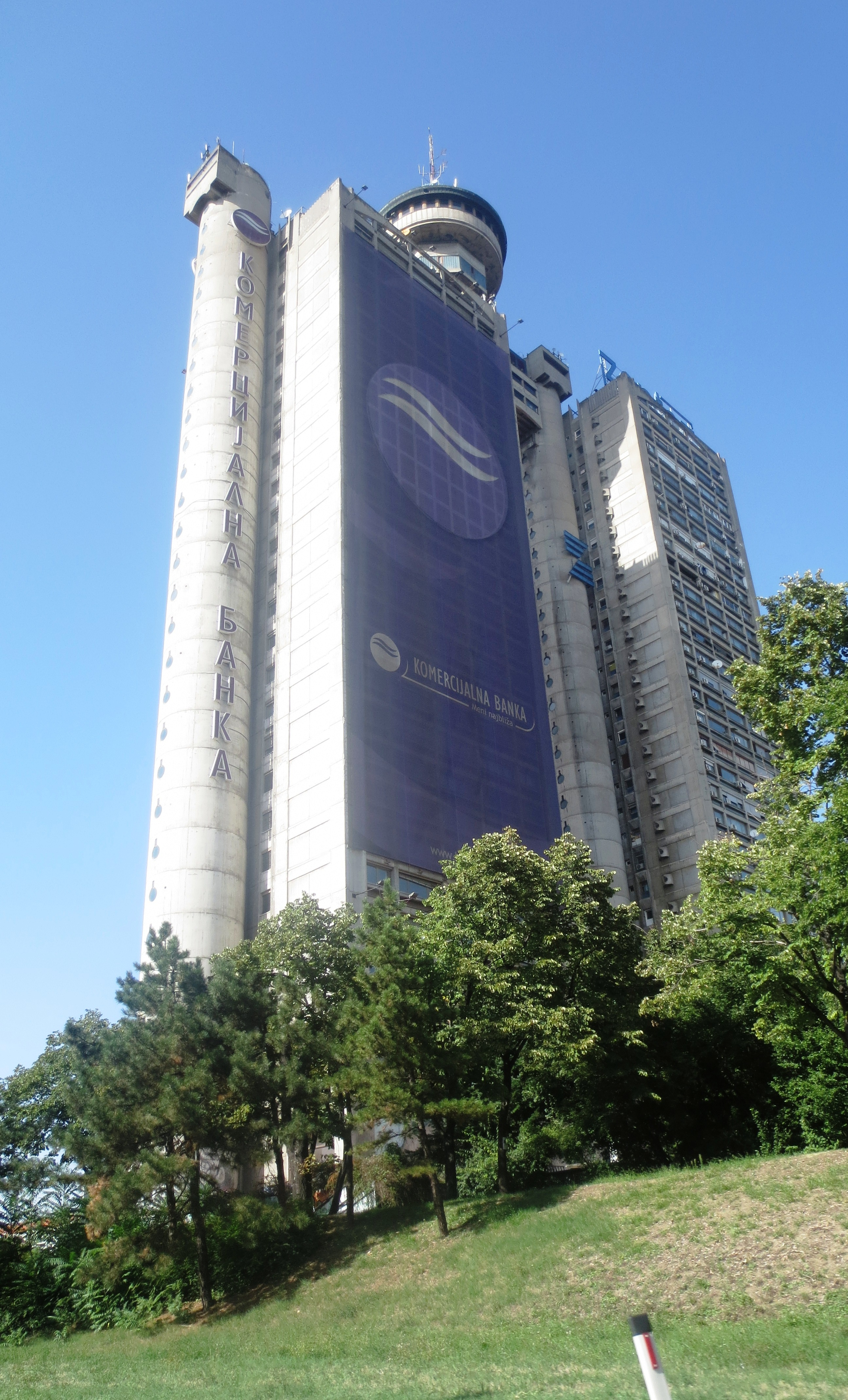
Strana věže zakrytá reklamou
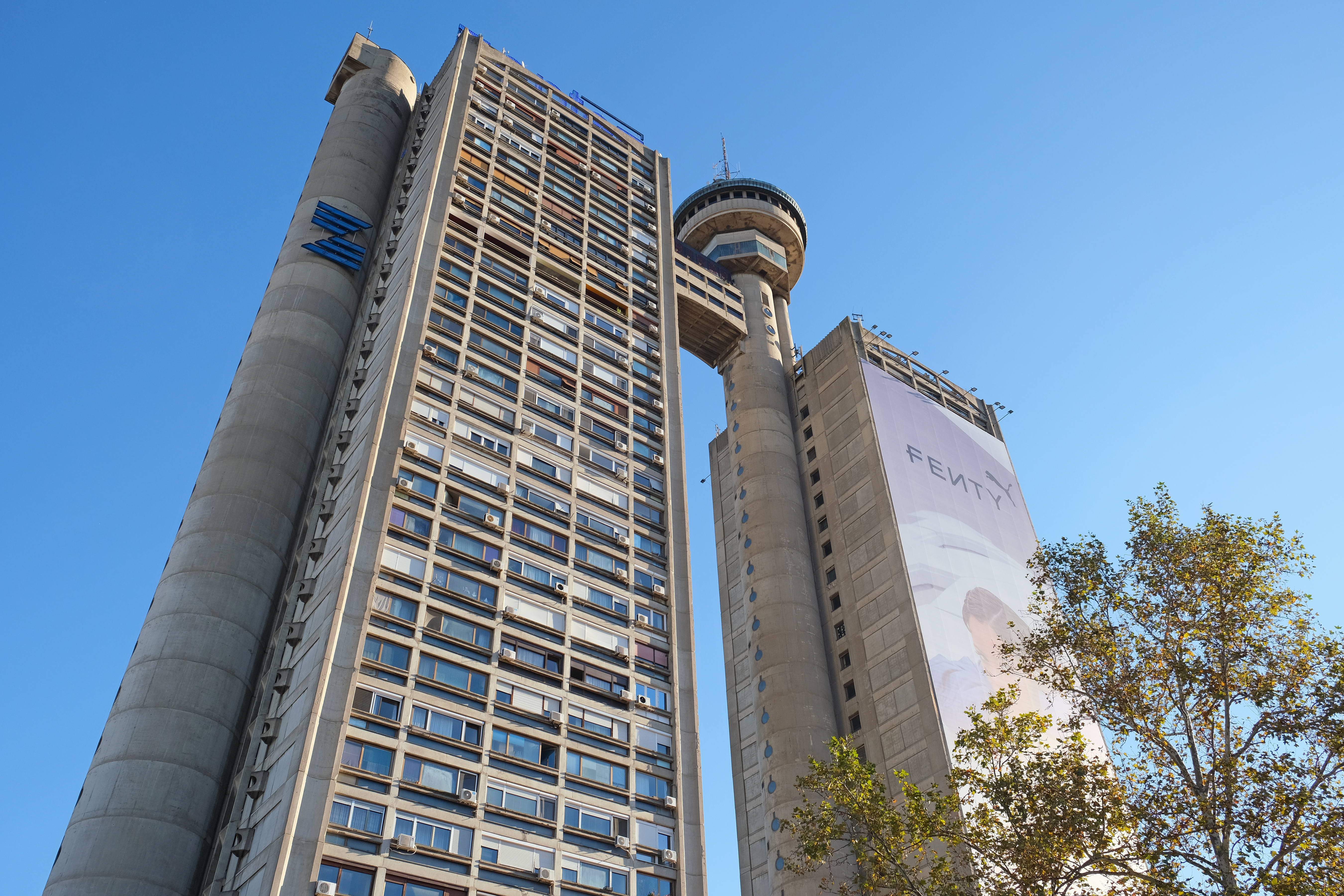
Pohled na veřejný prostor před budovou u ulice Narodnih heroja

## Umělecká díla

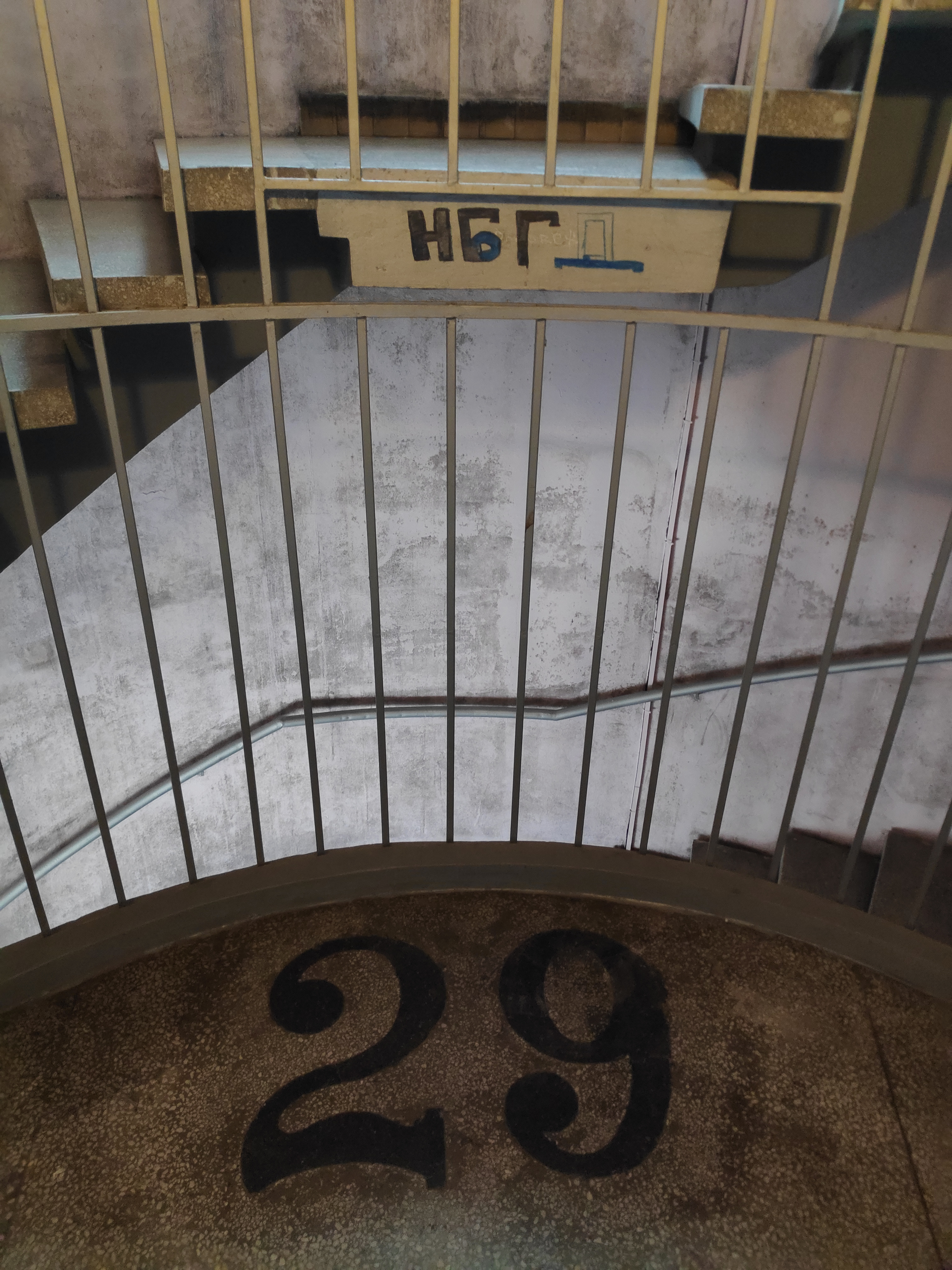
Schodiště uvnitř budovy.

V roce 1979 nechal srbský (jugoslávský) umělec Lazar Vujaklija namalovat u vchodu do budovy nástěnou malbu. Zakrývá fasádu a strop nad vchodem. Jednalo se o první z nástěnných maleb v Bělehradu, nicméně není tolik známá jako jiná Vujaklijova práce, a to nástěnná malba z roku 1970, která se nachází v centru města (bývalý bulvár Revoluce). Další malba byla doplněna v roce 2010, nicméně umělecká komunita ji odmítla, že se nejedná o tolik hodnotné dílo. Následně autor tuto malbu zamaloval.
Malba shodou okolností byla vnímána jako poděkování za návštěvu Françoise Mitterranda v tehdejší Jugoslávii. Jedná se o dekorativní věž se stylizovaným nápisem.
V budově se nachází také socha ptáka od Miloše Šobajiće.

## V kultuře
V jedné z věží se odehrává jeden ze sedmi příběhů srbského filmu Sedam i Po; dva zloději se pokoušejí vykrást byt ve vysoko umístěném podlaží, čehož nejsou kvůli výšce domu a nefunkčnímu výtahu schopni. Objevuje se v řadě dalších srbských filmů, jako např. Hezké vesnice hezky hoří (srbsky Лепа села лепо горе) nebo Technotise - Edit a já.
Pohled odzdola nahoru prostoru mezi oběma věžemi se objevil na přebalu publikace (katalogu výstavy) Toward a Concrete Utopia: Architecture in Yugoslavia, 1948–1980.
Věž je také kvůli své nápadnosti a unikátní podobě inspirací pro mnoho umělců, např. malířů v současném Srbsku. Věže byly interpretovány různými způsoby, např. jako zamilovaný pár.